# Charissa predotae
Charissa predotae is een vlinder uit de familie spanners (Geometridae). De wetenschappelijke naam is voor het eerst geldig gepubliceerd in 1929 door Schawerda.
De soort komt voor in Europa.